# Schülpe
Beim Gießen von Werkstoffen ist eine Schülpe ein Produktionsfehler. Sie entsteht, wenn die Gussform durch Wärmedehnung an ihrer Oberfläche aufreißt oder bei Nassguss infolge ungenügender Gasdurchlässigkeit durch den entstehenden Wasserdampf oberflächennah aufplatzt. Als Folge davon dringt die Schmelze zum Teil in die Form ein und nach dem Herauslösen werden scharfkantige Ränder zurückgelassen.
In der Zerkleinerungstechnik ist eine Schülpe ein gepresstes, bandförmiges Zwischenprodukt, das durch Walzenkompaktieren entsteht.